# English Electric EL.100
English Electric EL.100 (polskie oznaczenia PKP: EL.100, E100, E01 i EP01) – seria sześciu pierwszych używanych w Polsce lokomotyw elektrycznych eksploatowanych na Polskich Kolejach Państwowych, wyprodukowanych w brytyjskich zakładach English Electric, a następnie w Pierwszej Fabryce Lokomotyw w Polsce w latach 1934–1936.

## Historia

### Geneza
Wkrótce po odzyskaniu przez Polskę niepodległości przedsięwzięto środki, by zmodernizować Warszawski Węzeł Kolejowy (WWK). Pierwszym etapem miała być budowa tunelu oraz mostu średnicowego mającego połączyć stację Warszawa Zachodnia i nowo budowaną Warszawę Główną z Dworcem Terespolskim (Wschodnim). Pierwsze prace przy projektowaniu czterotorowej kolei średnicowej rozpoczęto jeszcze w 1918 roku, trzy lata później rozpoczęto budowę mostu średnicowego, a w 1924 roku nastąpiły pierwsze prace przy budowie tunelu. Uroczyste otwarcie dwutorowego odcinka (do 1933 roku powstały dwa tory, kolejne dwa położono po II wojnie światowej) miało miejsce 2 września 1933 roku.
Linia średnicowa znacznie ułatwiła transport kolejowy w Warszawie, jednak pociągi prowadzone trakcją parową bardzo zadymiały tunel, nadległe dzielnice i Dworzec Główny. Ograniczało to przepustowość – przez tunel mogły przejeżdżać maksymalnie dwa pociągi na godzinę. Postanowiono więc zrealizować dalszą część modernizacji WWK i zelektryfikować nie tylko linię średnicową, ale też odcinki podmiejskie: do Mińska Mazowieckiego (linia nr 2), Ożarowa (linia nr 3) i Żyrardowa (linia nr 1). W tym celu 2 sierpnia 1933 roku w Londynie PKP podpisały z brytyjskimi przedsiębiorstwami English Electric i Metropolitan-Vickers umowę na elektryfikację linii średnicowej i tras podmiejskich, dostawę osprzętu elektrycznego do pojazdów (lokomotyw serii EL.200 oraz trójwagonowych EZT E91000 i E92000) oraz budowę lokomotyw do obsługi zelektryfikowanych odcinków Warszawskiego Węzła Kolejowego.

### Produkcja

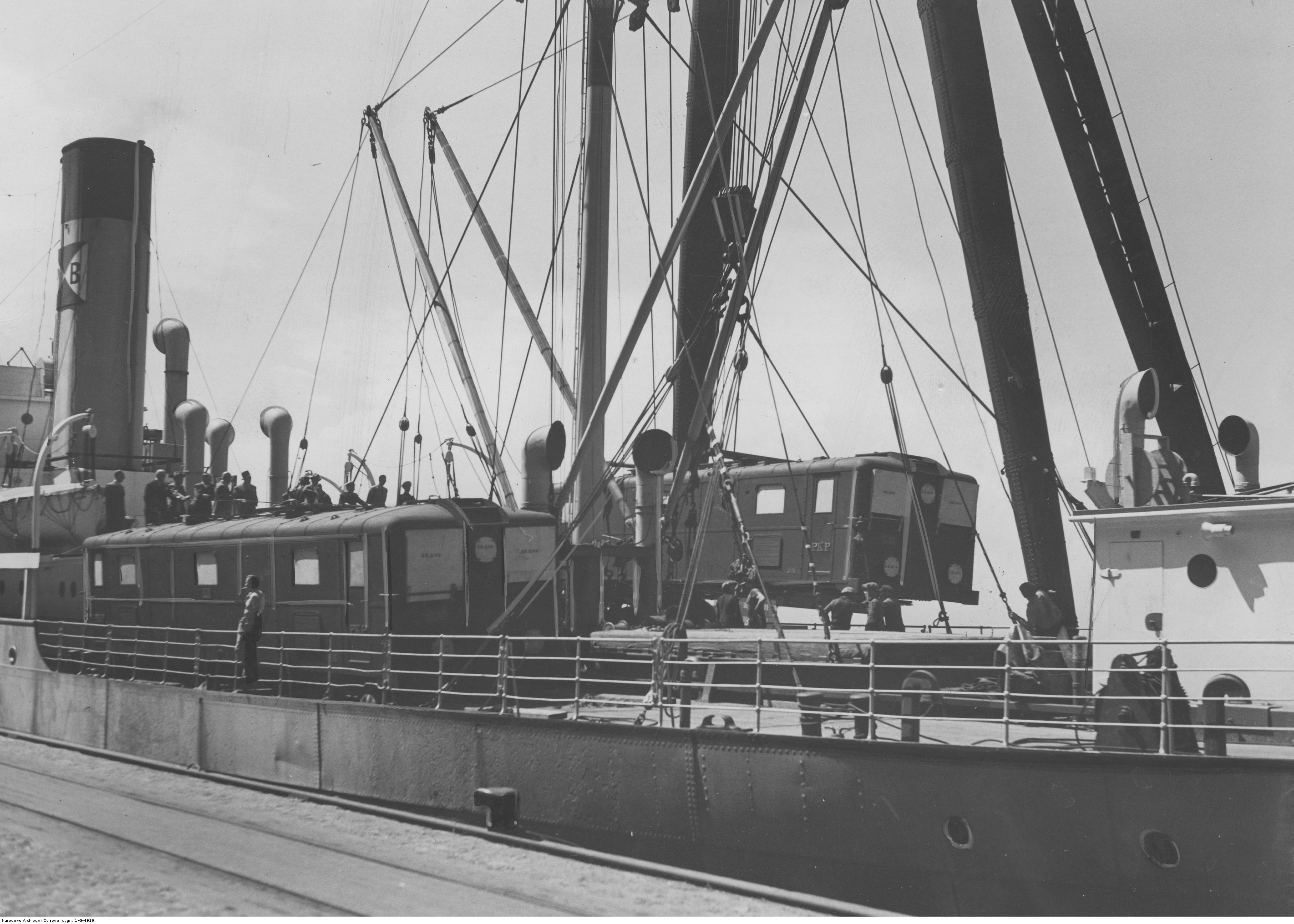
Rozładunek EL.102 w gdyńskim porcie

Pierwsze dwa egzemplarze zostały wyprodukowane w 1934 roku w zakładach Metropolitan-Vickers w Manchesterze. Do portu w Gdyni przybyły w 1936 roku na statku „Lublin”. Po wstępnym montażu pudeł na wózkach zostały przeprowadzone parowozem do stolicy. Importowane lokomotywy otrzymały oznaczenia PKP EL.101 i EL.102.
Zgodnie z umową z Brytyjczykami, cztery z sześciu lokomotyw serii miały powstać w Polsce. Zadanie to podjęła Pierwsza Fabryka Lokomotyw w Chrzanowie, gdzie powstały pudła i część mechaniczna lokomotyw. Część elektryczna, zapewniona przez English Electric, została zamontowana przy współpracy z brytyjskimi specjalistami. Powstałe w latach 1935–1936 elektrowozy otrzymały oznaczenie fabryczne 1EL i numery fabryczne od 634 do 637 oraz oznaczenia serii od EL.103 do EL.106. Planowano zmianę oznaczeń serii na E01, jednak nie została ona zrealizowana. Koszt budowy jednej lokomotywy EL.100 wynosił 705 tys. złotych. Elektrowozy zostały objęte roczną gwarancją producenta.
We wrześniu 1936 podczas Wystawy Przemysłu Metalowego, Elektrotechnicznego i Radiotechniki na Polu Mokotowskim w Warszawie zaprezentowano EL.103 jako pierwszą lokomotywę elektryczną wyprodukowaną w Polsce.
W pierwszym kwartale 1939 roku zamówiono cztery dodatkowe komplety wyposażenia elektrycznego do budowy kolejnych pojazdów serii, zostały one zaokrętowane w sierpniu 1939 i dotarły do Gdyni, jednak dalszy ich los nie jest znany.

## Konstrukcja

### Pudło

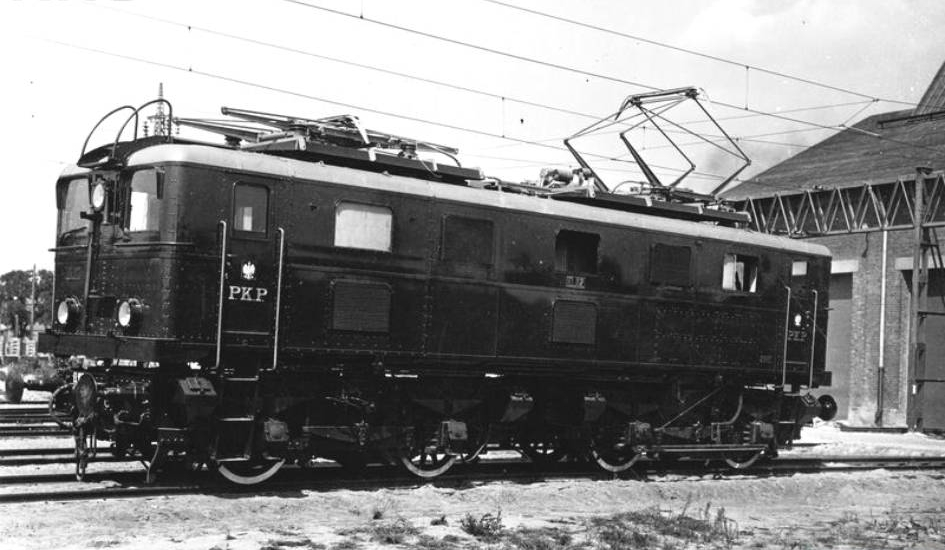
Widok kabiny 1 i lewej strony lokomotywy EL.102

Nadwozie lokomotyw serii EL.100 to sztywna rama z kształtowników przykryta blachami stalowymi. Zdejmowalne części poszycia przykręcono śrubami, pozostałe panele zostały przynitowane. Konstrukcja taka pozwalała na łatwy dostęp do podzespołów elektrycznych. Pudło zostało podzielone na pięć części: centralną część wysokiego napięcia, dwie części pomocnicze i położone na skrajach nadwozia kabiny sterownicze. Kabiny połączone są ze sobą korytarzem przechodzącym przez przedziały pomocnicze i przedział wysokiego napięcia.
Z prawej strony pudła znajdowało się pięć okien, z czego trzy były nieotwieralne, a dwa z żaluzją, oraz dziesięć wywietrzników. Z drugiej strony (od strony korytarza międzykabinowego) producent umieścił dwa okna nieotwieralne, jedno przesuwne i cztery z żaluzją oraz dwa wywietrzniki.
Do kabin sterowniczych prowadziły cztery pary drzwi – po dwie na każdy bok lokomotywy. Drzwi z opuszczanym oknem miały ramę drewnianą obitą blachą stalową. W ścianach czołowych znajdowały się okna nieotwieralne: po stronie pomocnika maszynisty zamontowano szybę pojedynczą, a po stronie stanowiska maszynisty – podgrzewaną elektrycznie szybę podwójną. Widoczność podczas opadów atmosferycznych poprawiały wycieraczki: po stronie maszynisty napędzana pneumatycznie, pomocnika – ręcznie. Od zewnątrz, na każdym krańcu, zamontowano po trzy reflektory, a przy górnym znajdowała się syrena pneumatyczna.
Przy kabinie 1, pośrodku ściany czołowej zamontowano składaną drabinę, pozwalającą dostać się na dach lokomotywy. Rozłożenie jej powodowało automatyczne złożenie pantografów. Zapobiegało to przypadkowemu porażeniu prądem. Dach wykonany z profili stalowych przykryty został blachą o grubości 2,4 mm. Część blach była przynitowana, zaś te nad przedziałami elektrycznymi i maszynowymi – przykręcane śrubami.
Ostoję stanowiła siatka podłużnic, poprzecznic i belek skrętowych wykonanych z profili stalowych. Podłoga była przynitowana do ostoi, usztywniając konstrukcję. Do belek skrętowych przytwierdzone były żeliwne czopy, za pomocą których pudło połączone było z wózkami.

#### Kabina maszynisty
Lokomotywa posiadała dwa stanowiska maszynisty (oznaczone 1 i 2) umieszczone na skrajnych krańcach pudła. Przed maszynistą znajdowało się koło nastawnika jazdy z 35 pozycjami i nawrotnik, a nieco bliżej okna – zestaw amperomierzy i woltomierzy. Po lewej stronie umieszczono tablicę z przełącznikami, a po prawej – krany hamulca lokomotywy i zasadniczego, prędkościomierz oraz manometry układu hamulcowego. Przed stanowiskiem pomocnika maszynisty zamontowano koło hamulca ręcznego i kuchenkę elektryczną. Pod pulpitem zaplanowano miejsce na narzędzia. Za obrotowymi stołkami dla załogi lokomotywy, na tylnej ścianie znajdowały się drzwi prowadzące do przedziału maszynowego, skrzynka z bezpiecznikami i wyłącznikami, gaśnica, grzejnik elektryczny oraz odchylane siedzenia. Drzwi, podłoga i sufit zostały wyłożone drewnem, dodatkowo podłogę przykryto warstwą linoleum. Układy obu kabin były niemal identyczne. Jedyną różnicą było wyposażenie w kabinie 1 prędkościomierza w rejestrator prędkości i poboru prądu z sieci trakcyjnej. Prędkościomierz w drugiej kabinie był pozbawiony tych urządzeń.

#### Przedziały maszynowe
Pomiędzy kabinami sterowniczymi znajdowały się dwa przedziały maszynowe. W obu przedziałach znajdowały się przetwornice z wentylatorami oraz zbiorniki sprężonego powietrza. W przedziale przy kabinie 2 znalazło się miejsce na żelazowo-niklowy akumulator o pojemności 50 Ah i szafkę na ubrania. Przy 1, umieszczono dwie sprężarki powietrza.
W przedziale wysokiego napięcia zamontowano styczniki, przekaźniki elektropneumatyczne i pomocnicze, wyłączniki silników trakcyjnych, licznik poboru energii i nawrotnik. Znajdowały się tam także opory rozruchowe chłodzone powietrzem z wentylatorów. Dostęp do przedziału możliwy był po odłączeniu zasilania i opuszczeniu pantografów, a obserwację elektryki można było prowadzić także bez konieczności otwierania drzwi poprzez okno umieszczone w ścianie przedziału. Dzięki klapom w podłodze maszynowni można było bezpośrednio dostać się do silników trakcyjnych.

### Podwozie i wózki
Podstawę lokomotywy stanowiły dwa dwuosiowe wózki w układzie osi Bo’Bo’. Rama wózków zrobiona była ze stalowych kątowników i przynitowanych do nich blach. Do zewnętrznych czołownic przymocowano zgarniacze, a nad nimi urządzenia cięgłowo-zderzakowe – sprzęg śrubowy oraz dwa zderzaki. W środkowej części wózka znajdowało się gniazdo czopu skrętnego, które pasowało do żeliwnego czopu w ostoi. Środkami zapobiegającymi oderwaniu się pudła od ostoi w przypadku wykolejenia były punkty oparcia w ostoi i pasujące w nie płaskowniki przytwierdzone do wózków oraz klamry spinające.
Zestaw kołowy składał się z dwóch kół połączonych osią, przekładni zębatej i wału napędowego. Na staliwne, dwunastoszprychowe, koła bose nałożone zostały stalowe obręcze. Koła osadzono na wale w łożyskach ślizgowych z prowadzeniem widłowym, które zostały zamknięte w pudełkowych maźnicach. Jedna z osi w każdym wózku miała połączenie z prędkościomierzem. Silniki zawieszone były w ramie wózka systemem tramwajowym – z jednej strony przytwierdzone były na sztywno do wału zestawu kołowego za pośrednictwem łożysk ślizgowych. Druga strona opierała się na środkowej poprzecznicy wózka na poduszkach gumowych.
Na jednostopniowe usprężynowanie składały się czternastoelementowe resory piórowe umieszczone na gorąco w pierścieniach. Resory w brytyjskich lokomotywach oparto bezpośrednio na maźnicach. Elektrowozy wyprodukowane w Polsce między resorami a maźnicami miały dodatkowe sprężyny śrubowe zmiękczające nieco zawieszenie i poprawiające właściwości jezdne. Dodatkowo wózki zostały połączone przegubowym sprzęgiem, przenoszącym siły pociągowe i umożliwiającym swobodny obrót wózków.
Każdy wózek wyposażony był ponadto: w przewód ogrzewania parowego, jednak z powodu niezainstalowania wytwornicy pary pozostał on nieużywany; osiem piasecznic z dyszami powietrznymi o pojemności 30 dm³ każda, po jednej przypadającej na każde koło; przełącznik trybu pracy hamulca głównego (jazda towarowa/pasażerska) oraz zawór samoczynnego hamowania pociągu w wypadku przejechania obok semafora wskazującego sygnał Stój!.

### Układy elektryczne

#### Silniki i układ napędowy
Korpusy silników szeregowych typu MV185, produkcji Metropolitan-Vickers, odlewano w całości z wysokiej jakości staliwa hartowanego. W otwory na obu końcach korpusu wciśnięto i zabezpieczono śrubami staliwne gniazda łożysk wału.
Rdzeń uzwojenia stojana składał się z blach rdzeniowych ściśniętych nitami i przykręconymi do gniazd w obudowie stojana w sąsiedztwie czterech szczotek połączonych z komutatorem. Uzwojenie wirnika zbudowane było z miedzianego przewodu izolowanego mikową i azbestową taśmą, które montowano na gorąco na wale i zaciskano drutem ze stali sprężynowej.
Wał wirnika wykonany był z kutej stali osadzonej na staliwnym krzyżaku. Na wale umieszczono wentylator odśrodkowy wspomagający główne wentylatory silników trakcyjnych zamontowane w przedziale maszynowym, które dzięki skórzanym miechom doprowadzały powietrze do jednostki napędowej.
Komutator wykonany był z 400 elementów z ciągnionej miedzi zamontowanych na piaście ze staliwa. Elementy miedziane izolowano miką.
Silniki na napięcie 1500 V połączone były szeregowo parami na stałe. Jeden silnik wytwarzał 338 kW mocy ciągłej przy 930 obrotach na minutę. Masa silnika wynosiła 4890 kg.
Przeniesienie napędu między silnikiem, a kołami zrealizowano jednostopniową przekładnią zębatą o zębach prostych. Koła zębate przy silniku wykonane z kutej stali miały 22 zęby, a stalowo-staliwna przekładnia na zestawie kołowym – 69. Całość zamknięta została obudową z blachy stalowej o grubości 5 mm połączonej śrubami. Żywotność przekładni według producenta wynosiła 300 tys. km.
Rozrząd EL.100 był oporowy, ręczny ze sterowaniem elektropneumatycznym.
Z uwagi na pracę ze stosunkowo lekkimi pociągami w trybie manewrowym, nie przewidziano zastosowania trakcji ukrotnionej.

#### Aparatura pomocnicza
Lokomotywę wyposażono w dwie przetwornice prądu stałego z 3000 V na 110 V. Zasilały one aparaturę sterowniczą, oświetlenie i ogrzewanie. Na wale przetwornicy umieszczono wentylator odśrodkowy chłodzący silniki trakcyjne.
Odbiór prądu z sieci trakcyjnej zapewniały dwa nożycowe pantografy umieszczone na dachu lokomotywy. Podczas pracy użytkowano zwykle jeden, drugi traktowano jako rezerwowy. Pneumatyczne podnoszenie i opuszczanie odbieraków prądu możliwe było dzięki zaworom w kabinach maszynisty. W wypadku braku ciśnienia w zbiornikach powietrza możliwe było podniesienie pantografów ręczną pompką. Na dachu umieszczono również bezpiecznik 400 A, odgromnik i cewkę dławika przymocowane do pudła przez izolatory.
Oświetlenie główne lokomotywy zapewniały żarówki o mocy 100 W, oświetlenie pozycyjne – 20 W. We wnętrzu oświetlano kabinę maszynisty, korytarz i przedział WN. Innymi odbiornikami prądu były: grzejnik (1000 W), kuchenka (500 W), podgrzewacz przedniej szyby (100 W).

### Układy pneumatyczne
Na układ pneumatyczny lokomotywy składały się dwie tłokowe sprężarki brytyjskiego Reavell, cztery zbiorniki powietrza rozlokowane w przedziałach maszyn pomocniczych i dwa przymocowane do wewnętrznych czołownic wózków. Sprężarki zasilane prądem stałym o napięciu 110 V i wydajności 2 m³/min. sprężały powietrze w zbiornikach do wartości 8 barów.

#### Układ hamulcowy
Lokomotywy wyposażono w dwa odrębne systemy hamulca powietrznego produkcji Westinghouse Air Brake Company: samoczynny zespolony (główny) i niesamoczynny niezespolony (lokomotywy) oraz pomocniczy hamulec ręczny. Hamulec zespolony oddziaływał na cały skład – lokomotywę i doczepione wagony. Intensywność hamowania wynosiła 80–90%. Hamulec główny podłączony był także do systemu samoczynnego hamowania pociągu. Hamulec niezespolony działał na samej lokomotywie i był efektywniejszy – działał szybciej i intensywniej (do 100% intensywności).

#### Układy pomocnicze
Poza hamulcami, pneumatycznie zasilane były także inne urządzenia elektrowozu: siłowniki podnoszące odbieraki prądu z sieci trakcyjnej, wycieraczka w szybie czołowej przed stanowiskiem maszynisty (ciśnienie 0,5 MPa), piasecznice i syreny ostrzegawcze (0,8 MPa).

### Malatura i oznaczenia
Każda lokomotywa była oznaczona zarówno przez przewoźnika, jak i producenta. Tabliczki ze znakami serii umieszczone były na obu czołach lokomotywy, nad prawym reflektorem oraz na obu burtach, w połowie długości pudła, pod oknem. Do drzwi kabin sterowniczych przykręcono godło państwowe oraz napis P.K.P. Między ostoją pudła a dolną częścią drzwi znajdowały się tabliczki 1 lub 2 oznaczające końce lokomotywy.
Producenci oznaczali elektrowozy dwojako: Metropolitan-Vickers znakował nadwozie tabliczką umiejscowioną na lewej burcie, przy kabinie 2, a wózki miały numerowane tabliczki na wewnętrznej czołownicy. Tabliczki z Pierwszej Fabryki Lokomotyw miały tylko pudła – nazwa producenta i numer fabryczny (EL.103 – 634, EL.104 – 635, EL.105 – 636, EL.106 – 637) umiejscowione były na lewym boku, za drzwiami oznaczonymi 1.
Kolory farb, którymi malowano lokomotywy EL.100 przedstawiono w tabeli:
| Kolor | Nazwa           | Występowanie                                                                        | Źródło |
| ----- | --------------- | ----------------------------------------------------------------------------------- | ------ |
|       | zielonooliwkowy | pudło, drabina, poręcze                                                             | [ 1 ]  |
|       | szary           | wnętrze pudła, pomost na dachu                                                      | [ 1 ]  |
|       | jasnoszary      | dach, osprzęt pantografów, aparatura elektryczna na dachu                           | [ 1 ]  |
|       | czarny          | wózki (bez czołownic), zderzaki, sprzęgi, koła (bez krawędzi), boczne schodki pudła | [ 1 ]  |
|       | czerwony        | czołownice wózków, pantografy, izolatory na dachu                                   | [ 1 ]  |
|       | biały           | obręcze kół, napisy, uchwyty przy bocznych drzwiach                                 | [ 1 ]  |

## Eksploatacja

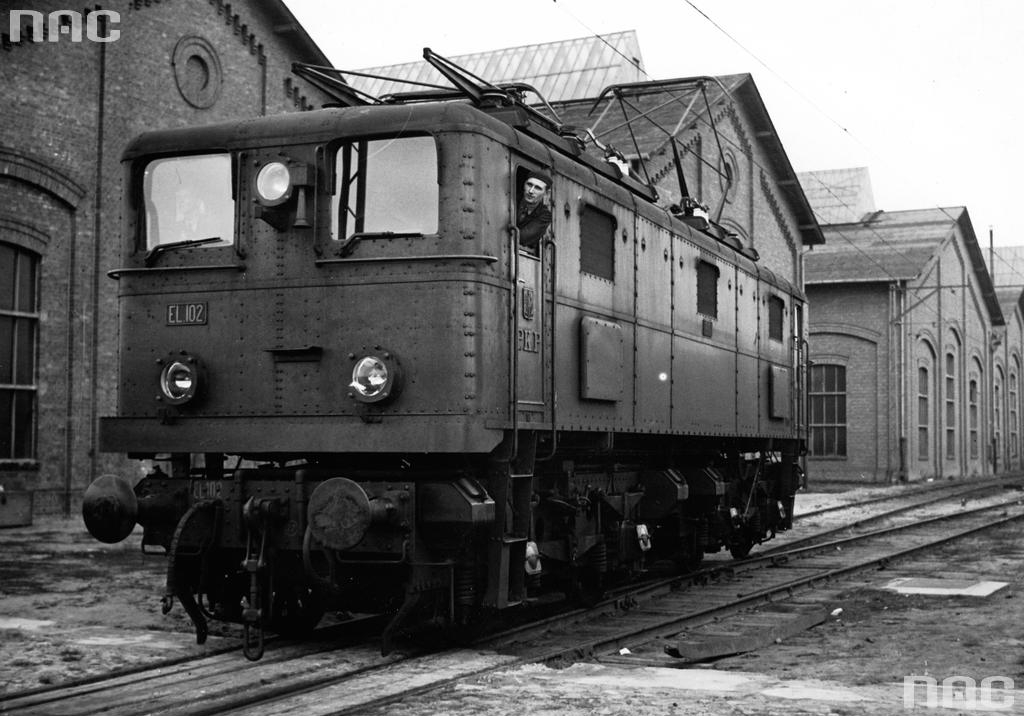
Widok kabiny 2 i prawej strony lokomotywy EL.102

W 1936 roku, po doprowadzeniu lokomotyw do Warszawy, rozpoczęto nocne jazdy próbne i – finansowane przez PKP – szkolenia maszynistów. Od 15 grudnia 1936 roku próby przeprowadzano także z pociągami podmiejskimi na nowo zelektryfikowanym odcinku Warszawa Wschodnia – Pruszków.
W październiku 1937 elektrowozy EL.100 przeznaczono do prowadzenia pociągów podmiejskich do Otwocka, Żyrardowa i Mińska Mazowieckiego, a część pracy manewrowej na linii średnicowej przejęły lokomotywy serii EL.200. Taki podział pracy utrzymał się do wybuchu II wojny światowej.
Naloty Luftwaffe na Warszawę we wrześniu 1939 roku spowodowały znaczne straty w infrastrukturze i taborze. Zniszczono wtedy lokomotywy EL.201, EL.202, EL.204 oraz EL.103. Ocalałe lokomotywy dostały się pod zarząd Ostbahn i po depolonizacji zmieniono ich oznaczenia na E101 do E106. Elektrowozy przeznaczono do obsługi tunelu średnicowego, a po odbudowie sieci podmiejskiej, również na pozostałe zelektryfikowane linie.
W obliczu klęski nazistów na froncie wschodnim, we wrześniu 1944 roku wywieziono z Polski E102, E104 i E105. E101 została zniszczona w wyniku działań wojennych. Po wojnie wrak znajdował się na terenie lokomotywowni Warszawa Olszynka Grochowska do 1957 roku, kiedy to został zezłomowany.
Zakończenia II wojny światowej w zrujnowanej Warszawie doczekała tylko uszkodzona lokomotywa o oznaczeniu E106, która po odbudowie w zakładach naprawczych w Lubaniu Śląskim wróciła do Warszawy. Od 1947 pracowała z pociągami regionalnymi z Mińska Mazowieckiego przez Warszawę do Żyrardowa i Skierniewic.
W 1951 roku, zgodnie z nową ustawą, PKP zmieniło oznaczenie pozostałej lokomotywy z E106 na E01-01. W 1958, w obliczu wprowadzania do służby lokomotyw serii E02 i E03, oddelegowano ją do lokomotywowni Łódź Olechów, gdzie prowadziła lokalne pociągi pasażerskie. W 1959 roku otrzymała oznaczenie EP01-01, a 4 sierpnia 1964 roku została wycofana z eksploatacji. Była wykorzystywana jako sprężarka i niszczała do 1968 roku, kiedy to sprzedano ją na złom.
Losy wywiezionych do Niemiec elektrowozów serii nie są dokładnie znane. W 1952 roku znajdowały się na stanie Dyrekcji Kolei Augsburg, a prawdopodobnie po 1958 roku wszystkie egzemplarze zezłomowano.